# Эконом (христианство)
Эконом (Иконом, греч. Οικονόμος) — в православных монастырях должность лица, заведующего и надзирающего за хозяйственной частью монастыря или архиерейского дома. В распоряжении эконома находятся как монастырские насельники, назначаемые на какие-либо хозяйственные послушания, так и наёмные работники. Эконом должен наблюдать, дабы были в порядке и исправности все хозяйственные принадлежности. Эконом может предлагать и напоминать казначею, что признает за полезное и нужное, относительно земледелия, рыбоводства, монастырских строений и иных заведений, а что бесполезно и вреднее, от того предохранять.
Во всех своих недоумениях эконом должен обращаться к своему непосредственному начальнику казначею. Полномочия эконома в каждом конкретном монастыре определяются Уставом. Эконому могут подчинятся следующие монастырские должностные лица: келарь, рухлядный, заведующие монастырскими мастерскими, гостинник, больничный, трапезный, повар, привратники. Монастырский устав может разрешать эконому иметь помощника.